# Augustinópolis
Augustinópolis là một đô thị thuộc bang Tocantins, Brasil. Đô thị này có diện tích 414,37 km², dân số năm 2007 là 14800 người, mật độ 35,72 người/km².